# Гомоннай Олександр Васильович
Олекса́ндр Васи́льович Гомоннай (нар. 3 липня 1957 року; Ужгород) — український фізик, доктор фізико-математичних наук, професор, лауреат Державної премії України в галузі науки і техніки. Син Василя Гомонная.

## Біографія
Народився 3 липня 1957 року на Закарпатті.
У 1978 році закінчив з відзнакою фізичний факультет Ужгородського державного університету за спеціальністю «Фізик. Викладач фізики», у тому ж році викладав у Ужгородській вечірній середній школі № 2.
З 1978 по 1982 роки — аспірант кафедри фізики напівпровідників Ужгородського державного університету.
16 квітня 1982 року рішенням спеціалізованої ради при Інституті напівпровідників АН УРСР Олександру Гомоннаю було присуджено науковий ступінь кандидата фізико-математичних наук (тема — «Кінетика параметру порядку в системі одновісних сегнетоелектриків», науковий керівник к.ф.м.н., доц. Сливка В. Ю.).
У 1982—1983 роках працює молодшим науковим співробітником лабораторії № 24 Всесоюзного науково-дослідного інституту монокристалів, а згодом, у 1983—1984 — інженером-конструктором 1 категорії Спеціального конструкторського бюро засобів аналітичної техніки.
З 1984 по 1992 працює в Інституті ядерних досліджень АН УРСР завідувачем сектору відділу наукового приладобудування та радіаційних випробовувань матеріалів і конструкцій Спеціального конструкторсько-технологічного бюро з експериментальним виробництвом.
У 1992 році — старший науковий співробітник відділу фізики кристалів Ужгородського відділення Інституту ядерних досліджень АН УРСР.
У 1992—2007 роках працює старшим науковим співробітником, провідним науковим співробітником відділу фізики кристалів Інституту електронної фізики НАН України.
25 червня 2004 року рішенням спеціалізованої ради при Інституті фізики напівпровідників імені В. Є. Лашкарьова НАН України присуджено науковий ступінь доктора фізико-математичних наук (тема дисертації «Індуковані високоенергетичним опроміненням ефекти у фосфідних і халькогенідних напівпровідниках»).
У 2005 році присвоєнно звання старшого наукового співробітника.
Від 2007 року — завідувач відділу матеріалів функціональної електроніки ІЕФ НАН України, також за сумісництвом з 2005 року — професор кафедри прикладної фізики Ужгородського національного університету.
Рішенням вченої ради ДВНЗ «Ужгородський національний університет» у 2021 році присвоєно вчене звання професора кафедри прикладної фізики.[джерело?]

## Нагороди
- Державна премія України в галузі науки і техніки (2017) — за роботу «Фотоніка напівпровідникових та діелектричних наноструктур»[6].

## Науковий доробок
Галузі наукових інтересів: фізика наносистем, оптика, радіаційна фізика твердого тіла. Має понад 300 наукових праць та 6 патентів і 2 авторські свідоцтва на винаходи.

## Публікації
- Гомоннай А. В., Грабар А. А., Высочанский Ю. М. и др. Расщепление фазового перехода в сегнетоэлектрических твердых растворах Sn2P2(Sex S1?x)6 // ФТТ. — 1981. — Т. 23.–N 12. — С. 3602–3607.;
- Gomonnai A.V., Azhniuk Yu.M., Lopushansky V.V. et al. High-energy electron irradiation effects on CdS1?xSex quantum dots in borosilicate glass // Phys. Rev. B. — 2002. — V. 65 — No 24. — P. 245327-1–245327-7.;
- Gomonnai A.V., Azhniuk Yu.M., Vysochanskii Yu.M. et al. Raman and x-ray diffraction studies of nanometric Sn2P2S6 crystals // J. Phys.: Condens. Matter. — 2003. — V. 15. — No 37. — P. 6381–6393.;
- Azhniuk Yu.M., Milekhin A.G., Gomonnai A.V. et al. Resonant Raman studies of compositional and size dispersion of CdS1?xSex nanocrystals in glass matrix // J. Phys.: Condens. Matter. — 2004. — V. 16. — No 49. — P. 9069–9082.